# Hrabiani (obwód witebski)
Hrabiani (biał. Грабяні; ros. Гребени, Griebieni) – wieś na Białorusi, w obwodzie witebskim, w rejonie dokszyckim, w sielsowiecie Biarozki. W 2009 roku liczyła 22 mieszkańców.